# Médaille du Service spécial (Vietnam)
La Médaille du Service spécial (en vietnamien: Biệt-Công Bội-Tinh) est une décoration militaire du Sud-Vietnam qui a été décernée entre 1950 et 1974. Cette décoration était décernée à tout militaire ayant accompli un acte de service méritoire exceptionnel au profit de l'État vietnamien. La Médaille du Service spécial a également été décernée à des membres d'armées étrangères et a été fréquemment remise à des membres des forces armées américaines pendant les années de la guerre du Viêt Nam.
L'armée américaine considérait la Médaille du Service spécial comme l'équivalent de la Bronze Star. Lorsqu'elle était décernée au personnel américain, la décoration pouvait être portée sur les uniformes américains après toutes les autres récompenses militaires américaines.
En 1975, avec la chute de Saigon, l'armée sud-vietnamienne a effectivement cessé d'exister et la Médaille du Service spécial est devenue obsolète. Aujourd'hui, elle n'est disponible qu'en vente privée auprès de marchands d'insignes militaires.

## Source
- (en) Cet article est partiellement ou en totalité issu de l’article de Wikipédia en anglais intitulé « Special Service Medal (South Vietnam) » (voir la liste des auteurs).